# Netto Marken-Discount
 For alternative betydninger, se Netto. (Se også artikler, som begynder med Netto)
Netto Marken-Discount er en stor tysk supermarkedskæde. Den har hovedsæde i Maxhütte-Haidhof i Bayern og er med  4.168 butikker (2014) Tysklands tredjestørste supermarkedskæde efter Aldi og Lidl.
Til trods for navnesammenfaldet har Netto Marken-Discount ikke noget at gøre med den danskejede Netto-kæde, der ligeledes har butikker i Tyskland. I Tyskland skelner man mellem de to kæder ved at kalde Netto Marken-Discount for „Netto ohne Hund“ og den danskejede kæde for „Netto mit Hund“ med reference til deres logoer.[kilde mangler]